# Feels Just Like It Should (Pat Green)
Feels Just Like It Should è un singolo del cantautore statunitense Pat Green, pubblicato il 15 maggio 2006 come primo estratto dal quarto album in studio Cannonball.